# Feed the Children
Feed the Children — американская неправительственная некоммерческая организация, основанная в 1979 году. В 2011 финансовом году организацией распределены более 104 миллионов фунтов (более 47 тыс. тонн) продовольствия и других предметов первой необходимости для нуждающихся детей и их семей во всех 50 штатах США и в 23 странах за рубежом. Организация поставляет еду, медикаменты, одежду и другие предметы первой необходимости для отдельных лиц, семей и детей, которые лишены этих вещей из-за голода, войны, бедности или стихийного бедствия.

## Оценки деятельности
Feed The Children отвечает всем стандартам BBB Wise Giving Alliance, и имеет рейтинг 4 звезды (из 4) и имеет 60,67 баллов из 70 возможных баллов от Charity Navigator, самой авторитетной организации в сфере оценки благотворительности в США.
Журнал Forbes разместил Feed The Children на 15-м месте в списке 50 крупнейших благотворительных организаций США в 2013 году.
На основе критериев рейтинга Американского института благотворительности, Feed The Children получила рейтинг «F» по финансовой эффективности, так как по оценке института, только от 21 до 23 процентов бюджета идут непосредственно на благотворительные программы. Feed The Children оспаривает этот рейтинг, так как Американский институт благотворительности не включает «подарки в натуральной форме» (или «взносы в натуральном выражении», англ. Gifts in kind) в своих рейтингах, а другие организации, занимающиеся подобными рейтингами, включают эти подарки.

## Партнёрство
12 февраля 2013 года Feed The Children и World Neighbors заявили, что World Neighbors станет дочерней компанией с 1 марта 2013 года.
Feed The Children является партнёром NAEHCY (Национальная ассоциация преподавателей для бездомных детей и молодежи, англ. National Association of Educators for Homeless Children and Youth), и раздал более 500 000 рюкзаков, заполненных школьными принадлежностями, продуктами питания и предметами личной гигиены бездомным и малоимущим детям, обучающимся в государственных школах США.